# Kaulsdorf (Saale)
Kaulsdorf település Németországban, azon belül Türingiában. Lakosainak száma 2346 fő (2023. december 31.).

## Népesség
A település népességének változása:
| Lakosok száma | 2491 | 2446 | 2340 | 2338 | 2346 |
|               | 2017 | 2019 | 2021 | 2022 | 2023 |